# Тюємойнак
Тюємойна́к (каз. Түйемойнақ) — село у складі Улитауського району Улитауської області Казахстану. Входить до складу Сарисуського сільського округу.
Населення — 110 осіб (2021; 127 у 2009, 162 у 1999, 175 у 1989).
Національний склад станом на 1989 рік:
- казахи — 100 %.

Станом на 1989 рік село називалось Коскудик-2.